# أليسيو بوني
أليسيو بوني (بالإيطالية: Alessio Boni)‏ ممثل تلفزيوني إيطالي، ولد في بيرغامو عام 1966

## روابط خارجية
- أليسيو بوني على موقع IMDb (الإنجليزية)
- أليسيو بوني على موقع ألو سيني (الفرنسية)
- أليسيو بوني على موقع أول موفي (الإنجليزية)
- أليسيو بوني على موقع قاعدة بيانات الأفلام السويدية (السويدية)
- أليسيو بوني على موقع قاعدة بيانات الفيلم (الإنجليزية)
- أليسيو بوني على موقع كينوبويسك (الروسية)